# Sawadaeuops jiuzhaiensis
Sawadaeuops jiuzhaiensis là một loài bọ cánh cứng trong họ Attelabidae. Loài này được Liang miêu tả khoa học năm 2005.